# Rivière du Port au Saumon
Pour les articles homonymes, voir Rivière au saumon et Saumon (homonymie).
La Rivière du Port au Saumon est un affluent de la rive nord-ouest du fleuve Saint-Laurent, coulant dans la ville de La Malbaie, dans la  municipalité régionale de comté (MRC) de Charlevoix-Est, dans la région administrative de la Capitale-Nationale, au Québec, au Canada. Le cours de cette rivière se jette dans l'estuaire moyen du Saint-Laurent dans le hameau de Port-au-Saumon, au nord-est de la ville de La Malbaie.
La partie inférieure de la vallée de ce cours d'eau est desservie par la route 138 qui longe le littoral Nord-Ouest du fleuve Saint-Laurent et par le chemin du rang Sainte-Anne. Le chemin des érables et le chemin du lac Port-au-Saumon desservent la partie supérieure de ce cours d'eau.
La foresterie constitue la principale activité économique du secteur ; les activités récréotouristiques (notamment la villégiature autour du lac au Saumon), en second.
La surface de ce cours d’eau est généralement gelée de la mi-décembre à la fin-mars. Néanmoins, la circulation sécuritaire sur la glace est généralement de la fin décembre à la mi-mars.

## Géographie
Les principaux bassins versants voisins de la rivière du Port au Saumon sont :
- Côté nord : rivière du Port au Persil, rivière Noire, rivière du Port aux Quilles, rivière de la Baie des Rochers, rivière Saguenay ;
- Côté est : Port au Saumon (baie), fleuve Saint-Laurent ;
- Côté sud : rivière Malbaie, rivière Comporté, ruisseau Pednaud, rivière à la Loutre, rivière Mailloux, rivière Jean-Noël ;
- Côté ouest : rivière Noire Sud-Ouest, rivière Jacob, rivière Snigole, rivière Malbaie[1].

La rivière du Port-au-Saumon prend sa source au lac du Port-au-Saumon (longueur : 0,7 km ; altitude : 288 m) qui est en forme de trèfle difforme et en zone forestière. La villégiature est développée autour de l'appendice nord du lac. L'embouchure du lac est au fond de l'appendice est.
À partir de l'embouchure du lac Port-au-Saumon, le cours de la rivière du Port-au-Saumon descend en parcourant 20,8 km selon les segments suivants :
Partie supérieure de la rivière du Port-au-Saumon (segment de 15,1 km)
- 4,3 km vers l'est en longeant du côté sud le chemin du lac Port-au-Saumon, puis le sud-est, en serpentant jusqu'à la confluence de la décharge du lac Port-au-Persil (venant du nord) ;
- 3,3 km vers le sud-est en serpentant jusqu'à un ruisseau (venant de l'ouest) ;
- 7,5 km vers le sud en serpentant jusqu'à un ruisseau (venant de l'ouest) ;

Partie inférieure de la rivière du Port-au-Saumon (segment de 5,7 km)
- 4,9 km vers le nord-est en passant sous le pont du chemin du rang Sainte-Anne, en formant une courbe vers le sud et traversant une série de rapides sur tout ce segment, jusqu'au pont de la route 138 (boulevard Malcolm-Fraser) ;
- 0,8 km vers le sud-est traversant une série de rapides, jusqu'à la rive est de l'Anse de Port-au-Saumon laquelle est interelié au golfe du Saint-Laurent. Les îles Sabère et Camarine garde la sortie de cette baie[2].

## Toponymie
Le toponyme Port au Saumonest lié à la baie, au hameau, à la rivière et au lac.
Le toponyme Rivière du Port au Saumona été officialisé le 5 décembre 1968 à la Banque des noms de lieux de la Commission de toponymie du Québec.